# Museu do Dinheiro
O Museu do Dinheiro é um museu situado em Lisboa que apresenta o tema do dinheiro, a sua história e evolução, em Portugal e no mundo.
Fundado e mantido pelo Banco de Portugal, o Museu do Dinheiro abriu as portas ao público em 19 de abril de 2016, estando instalado na antiga Igreja de São Julião há muito desactivada do culto religioso e que foi sujeita a uma reabilitação de grande envergadura para o efeito.

## 15 peças imperdíveis
Eis 15 das peças ou instalações que o Museu do Dinheiro considera imperdíveis:
- Barra de ouro - Barra com 12,6 kg de ouro refinado, quase puro (99,9 %), protegida pela antiga porta da caixa forte, mas que é possível tocar pelo visitante.
- Hermes solar - Hermes, deus grego do comércio e das trocas, apresenta de forma interativa a troca direta de bens que são outras formas de dinheiro.
- Mapa mundi interativo - Permite navegar no tempo e no espaço e conhecer factos importantes sobre a história do dinheiro no mundo.
- Terço de estáter - A primeira moeda no ocidente surgiu na Lídia (na atual Turquia) no século VII a. C. sendo feita de uma liga metálica de ouro e prata, o eletro.
- Nota chinesa - Tendo a primeira nota do oriente surgido na China no século IX d. C., a nota apresentada valia inicialmente 1000 moedas de bronze e quem a falsificasse seria punido com a pena de morte.
- Português de D. Manuel I - Uma moeda de ouro cunhada entre 1499 e 1521, representativa da importância política e monetária do estado português na época dos descobrimentos.
- Realidade aumentada - Um ecrã interativo que permite ao utilizador manipular, rodar e ampliar as moedas expostas
- Morabitino de D. Sancho II - A moeda de ouro de D. Sancho II é o último morabitino cunhado em Portugal e o único exemplar conhecido no mundo!
- Nota de 500 escudos de Alves dos Reis - A nota falsa (e a verdadeira) que deu a Alves dos Reis o reconhecimento como um dos maiores burlões da história de Portugal.
- Dobra de 24 escudos - A maior e mais pesada moeda de ouro da história portuguesa, com 85 gramas de peso e o tamanho de quase uma bolacha

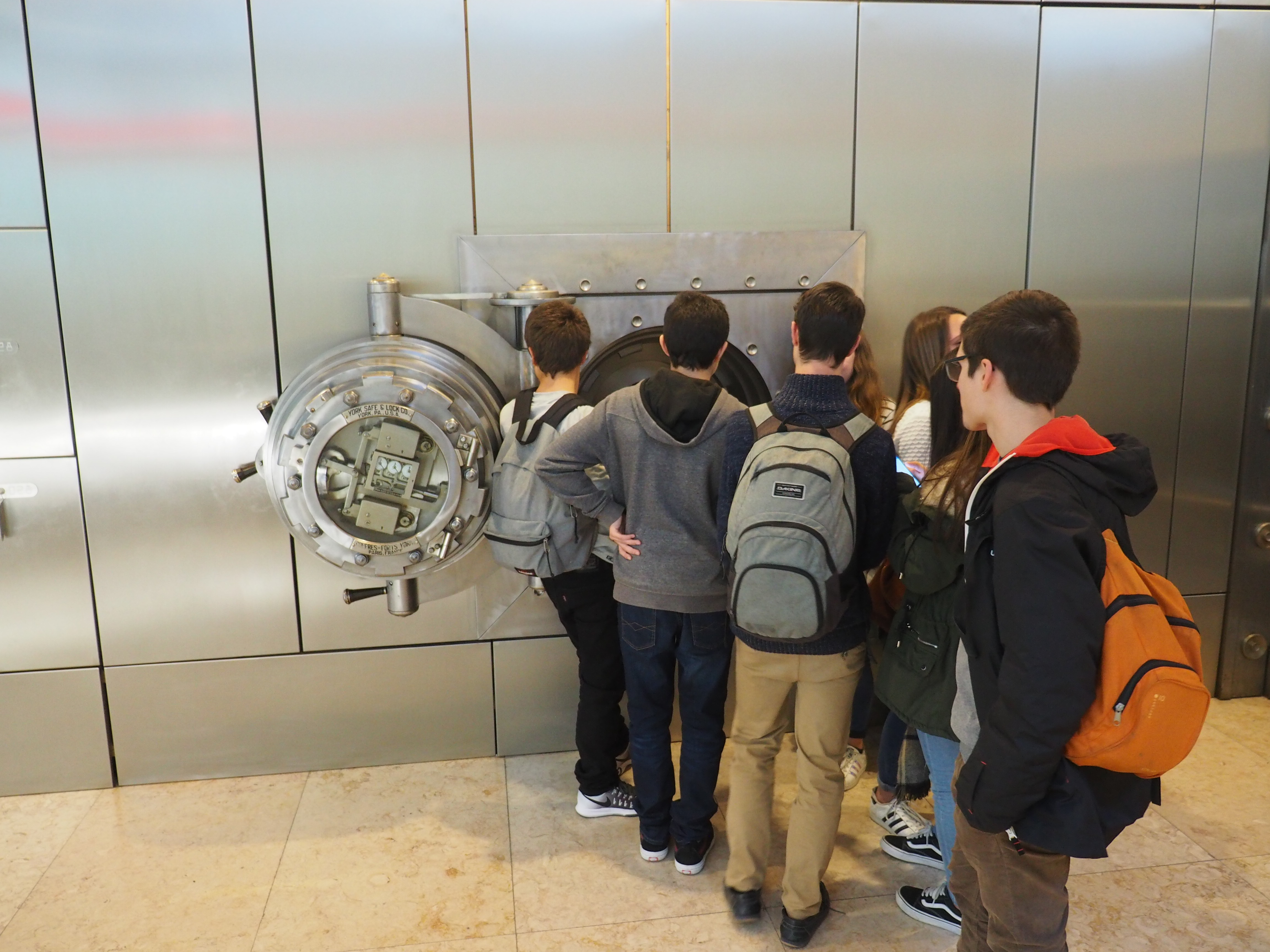
Tocar na barra de ouro

- Uma nota e uma moeda personalizadas - Experiência interativa que permite "cunhar" uma moeda e "emitir" uma nota com o rosto de cada visitante
- Nota de 1000 escudos D. Maria II - Nota que engloba vários elementos alusivos à história do seu emissor, o Banco de Portugal, como o retrato de D. Maria II em cujo reinado foi fundado.
- Compreender o Banco de Portugal - Permite conhecer a missão de um banco central, as suas principais responsabilidades, e o impacto da sua atividade na vida dos cidadãos.
- A memória do sítio - Um filme multimédia ilustra a evolução histórica da área onde se encontra a sede do Banco de Portugal e o Museu do Dinheiro desde a época medieval, passando pela reconstrução pombalina até à cidade atual.
- Muralha de D. Dinis - Classificado como Monumento Nacional, um troço da Muralha de Lisboa construida no reinado de D. Dinis é objecto de um Núcleo de Interpretação.[5][6]

## Antiga Igreja de São Julião
A primitiva Igreja de S. Julião situava-se no cruzamento da Rua de S. Julião com a Rua Augusta, a qual, por ter sido destruida pelo terramoto de 1755, foi reconstruída no local onde antes existira a Patriarcal de D. João V, que também fora arrasada. A reconstrução foi concluída em 1802, mas em 1816 um incêndio destruiu o seu interior, pelo que foi sujeita a novas obras que se prolongaram até 1854.
Em 1910, devido ao seu crescimento, o Banco de Portugal decidiu comprar a Igreja de São Julião e os seus anexos, tendo decorrido negociações com a Arquiconfraria de São Julião até 1933, quando foi celebrada a escritura de compra e venda da Igreja, o que levou a que a mesma fosse dessacralizada.

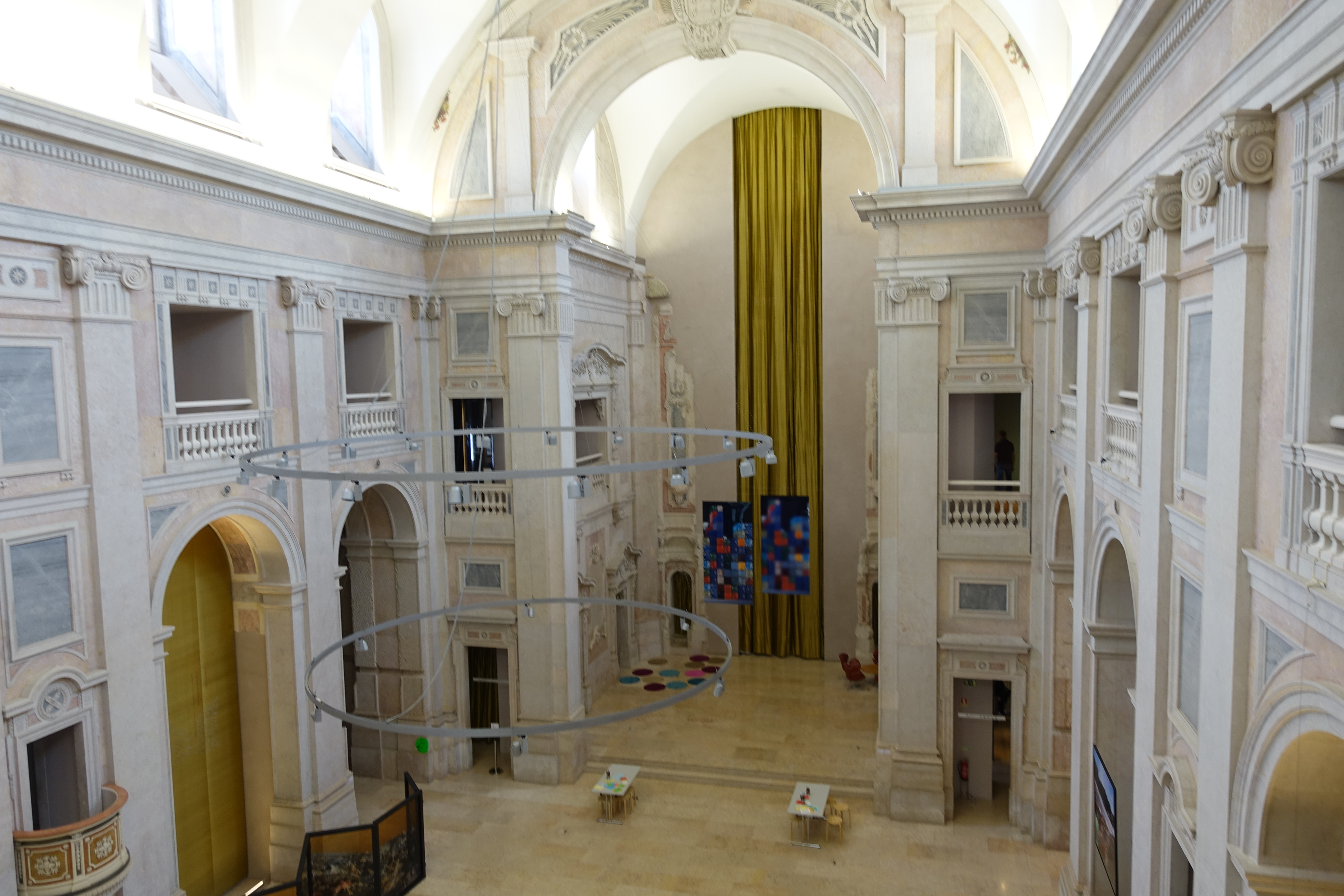
Nave da Antiga Igreja de São Julião

Em 1938, o Banco de Portugal submeteu à Câmara Municipal de Lisboa um anteprojeto elaborado pelo arquiteto Porfírio Pardal Monteiro, a fim de integrar num único os diversos edifícios que constituíam a sua sede e a antiga Igreja de S. Julião que lhe era contígua, anteprojecto que não foi aprovado.
Posteriormente o Banco decidiu aproveitar os espaços disponíveis da Igreja para áreas técnicas, casas fortes, arquivos e, ainda, estacionamento temporário. O aproveitamento da antiga Igreja e sua integração em edifício único, foi aprovado pela CML em 1973, mas após o início dos trabalhos, havendo protestos contra a destruição da Igreja, os mesmos foram suspensos em finais de 1974, devido também a nova orientação camarária após o 25 de Abril.
Em 2007 Banco de Portugal tomou a decisão de reabilitação e restauro da sua antiga sede e da antiga igreja, incluindo a instalação do Museu do Dinheiro. O projeto de reabilitação e restauro do edifício que venceu o concurso foi de Gonçalo Byrne e de João Pedro Falcão de Campos e decorreu entre 2007 e 2012, cumprindo designadamente os requisitos relativos à resistência sísmica e à proteção contra incêndios, tendo em 19 de abril de 2016 sido inaugurado no espaço da antiga Igreja de S. Julião o Museu do Dinheiro.